# Konwalidacja
Konwalidacja (łac. 'uzdrowienie' od con- 'współ-' i validus 'skuteczny, ważny, silny') – ogólnoprawne pojęcie oznaczające uzyskanie pełni wartości prawnej przez czynność prawną dotkniętą wadą (negotium claudicans). Konwalidacja może nastąpić zarówno na skutek innej czynności prawnej (akt staranności, oświadczenie woli, wydanie orzeczenia), jak i na skutek określonego zachowania zainteresowanych podmiotów (np. konwalidacja umowy międzynarodowej) bądź nawet bez jakichkolwiek działań (np. przez sam upływ czasu). 